# If Darkness Had a Son
«If Darkness Had a Son» (укр. Якби у темряви був син) — пісня американського рок-гурту Metallica, третій сингл з альбому 72 Seasons (2023).
Пісня «If Darkness Had a Son» стала третім синглом з альбому Metallica 72 Seasons. Її розкрутка розпочалася в соціальній мережі TikTok, де 25 лютого 2023 року в акаунті гурту з'явилося відео із Ларсом Ульріхом, який грає на барабанах. Наступного дня вийшло нове відео, де разом грали Ульріх та Трухільйо, ще через день до них «доєднався» Гетфілд, а в останній день — Гемметт.
Повноцінний сингл «If Darkness Had a Son» вийшов 1 березня 2023 року. В журналі Rolling Stone її назвали «епічною семихвилинною композицією». Відеокліп на пісню зняв режисер Тім Сачченті, а його фільмування відбулося в лос-анджелеській студії 9 січня 2023 року. 